# Telegraph (singel)
"Telegraph" – drugi singiel angielskiego zespołu OMD, pochodzący z czwartego albumu studyjnego Dazzle Ships. Singiel został wydany 1 kwietnia 1983 za pośrednictwem wytwórni Virgin Records.
Piosenka miała zostać wydana przed "Genetic Engineering", lecz Virgin Records nie zgodziła się na to ponieważ "Telegraph" nie odniósł zbyt dużej popularności.